# Фокия
Фокия (греч. Φώκια) — деревня в Греции, на острове Гавдос. В административном отношении входит в состав общины (дима) Гавдос периферийной единицы Ханья периферии Крит.

## География
Деревня находится в восточной части острова, на расстоянии примерно 106 километров (по прямой) к юго-западу от города Ираклион, административного центра периферии. Абсолютная высота — 14 метров над уровнем моря.

## Население
По данным 2011 года численность населения деревни составляла 53 человека.
| Год  | Население, человек |
| ---- | ------------------ |
| 1991 | 9                  |
| 2001 | 27                 |
| 2011 | 53                 |

## Транспорт
Транспортное сообщение населённых пунктов Гавдоса с Критом осуществляется посредством теплоходов.